# Dorjee Wangdi Dewatshang
 Dorjee Wangdi Dewatshang aussi écrit Dorjee Wangdi Dewatsang (tibétain : རྡོ་རྗེ་དབང་འདུད་བདེ་བ་ཚང, Wylie : rdo rje dbang 'dud bde ba tshang) (né en Inde de 6 octobre 1962) est un architecte et homme politique tibétain.

## Biographie
Dorjee Wangdi Dewatshang est né en Inde de 6 octobre 1962. 
Ses parents se sont exilés en 1959 en Inde à la suite de la fuite du 14e dalaï-lama du Tibet, que son père Kunga Samten Dewatshang à contribuer à faire une réussite.
Dorjee Wangdi Dewatsang est scolarisé à l'école Saint Augustine à Kalimpong (en) et suit une formation de pré-ingénierie au Government College pour hommes
à Chandigarh. Il obtient son diplôme de Bachelor Architecture au Collège d'architecture de Chandigarh (en). 
Il suit aussi une formation à « Alain Carré design études » à Paris en France. Il rentre ensuite en Inde et ouvre un cabinet d'architecture  à New Delhi. Il entreprend de projets architecturaux fournissant « des solutions de conception efficaces, respectueuses de l'environnement et économiquement viables pour les logements résidentiels, les hôpitaux, les hôtels et les unités industrielles à travers l'Inde. » et a également travaillé à la reconstruction du Bayan Palace (en) au Koweït. 
Dorjee Wangdi Dewatshang persuada son père Kunga Samten Dewatshang, un ancien résistant du Chushi Gangdruk d'écrire sa biographie. Cependant, Kunga Samten est mort en 1985, avant la fin d'une ébauche de manuscrit. Dorjee Wangdi Dewatshang consulta des personnes ayant connu son père, dont des compagnons de résistance dont Genbu Norbu, Gyapon Kelsang Damdul, Ratug Ngawang, Aso, Lawu Bhuga, Aku Kelsang, Daki lama et Gyen Yadrug ainsi que sa mère. Avec l'aide éditoriale de Jeremy Russell, Dorjee Wangdi Dewatshang est l'auteur de Flight at the Cockoo's Behest, la biographie publiée en 1997 de son défunt père Kunga Samten Dewatshang. 
Il s'intéresse également aux affaires tibétaines et travaille en étroite collaboration avec sa sœur Tinlay Choedon Dewatsang sur des projets sociaux et éducatifs pour le Communauté tibétaine des colonies tibétaine. Il a présidé la
Chambre de commerce tibétaine. Il vit à New Delhi et dirige les sociétés Dewatsang Sarangal ; Mandala Construction (P) Ltd; Paljor Publication (P) Ltée ; Et Consultants (P) Ltd et Kiri Exports (P) Ltd.
Il est élu député du parlement tibétain en exil en 2006.
Interviewé par Voice of America, il déclare que les Tibétains devraient étudier des domaines créatifs comme l'architecture, qui, selon lui, sont accessibles en si intéressant avec détermination.

## Publication
- Dorjee Wangdi Dewatshang, préface du dalaï-lama, Flight at the Cuckoo's Behest: The Life and Times of a Tibetan Freedom Fighter by Kunga Samten Dewatshang,  Paljor Publications, 1997, 2002,  (ISBN 8186230114 et 9788186230114)